# Dibrachoides
Dibrachoides is een geslacht van vliesvleugeligen uit de familie Pteromalidae. De wetenschappelijke naam van dit geslacht is voor het eerst geldig gepubliceerd in 1913 door Kurdjumov.

## Soorten
Het geslacht Dibrachoides omvat de volgende soorten:
- Dibrachoides cionobius Graham, 1969
- Dibrachoides dynastes (Förster, 1841)
- Dibrachoides eximius Boucek, 1991